# Scrittoio di Enrico VIII

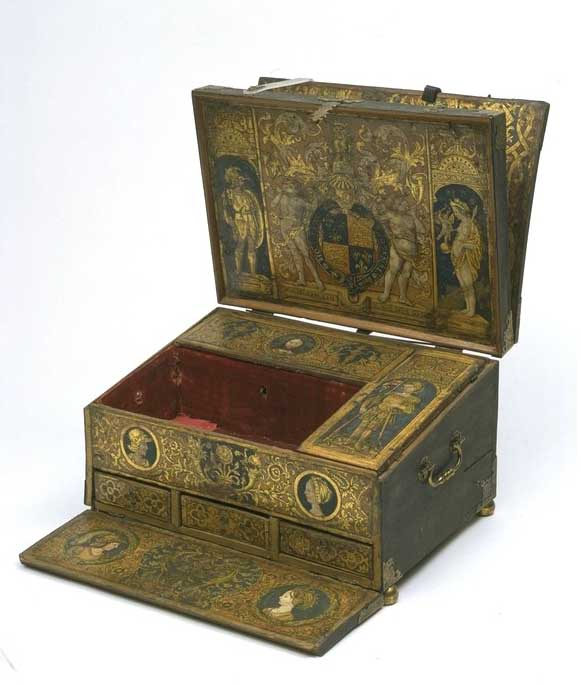
Scrittoio di Enrico VIII.

Lo scrittoio di Enrico VIII è uno scrittoio portatile, realizzato tra il 1525 e il 1526 per Enrico VIII d'Inghilterra. È esposto al Victoria and Albert Museum di Londra.
La scrivania è un prodotto delle officine reali ed è sontuosamente decorata con motivi ornamentali introdotti nel Regno d'Inghilterra da artisti continentali. La fodera di cuoio dorata è dipinta con figure e teste di profilo che sono vicine alle contemporanee miniature, mentre la figura di Marte in armatura e di Venere con Cupido sono tratte dalle xilografie dell'artista tedesco Hans Burgkmair (1473-1531), pubblicate nel 1510.
Lo scrittoio, inoltre, reca lo stemma e i distintivi personali di Enrico e della sua prima regina Caterina d'Aragona. Tali messaggi trasmettevano forti messaggi di fedeltà ed erano ampiamente utilizzate negli schemi decorativi dei palazzi reali di Enrico VIII. L'iscrizione latina sul coperchio interno recita "Il grande Protettore dell'autorità della Chiesa Cristiana, il Dio dei Regni, dà al tuo servitore Enrico VIII Re d'Inghilterra una grande vittoria sui suoi nemici".
La parte esterna dello scrittoio è coperta con della pelle di zigrino e munito di supporti angolari in metallo dorato, manici ad anello e piedi rotondi, tutti aggiunti nel corso del XVIII secolo. Le superfici interne dei cassetti sono rivestite con velluto in seta rossa, probabilmente aggiunto nel XIX secolo. Il piano di scrittura e lo scomparto maggiore sono stati rivestiti in modo molto approssimativo con velluto in seta cremisi, il cui aspetto è considerevolmente più antico rispetto al velluto rosso.